# Anthon Beeke
Antonie Johannes Beeke, né le 11 mars 1940 à Amsterdam et mort le 25 septembre 2018, est un designer graphique néerlandais.

## Biographie
Anthon Beeke a appris principalement le graphisme en autodidacte . Il a travaillé comme assistant pour des designers dont Ed Callahan en Allemagne, Jan van Toorn aux Pays-Bas et Jacques Richez en France, avant de devenir designer indépendant en 1963. Il travaille alors principalement pour des éditeurs, des musées et des compagnies de théâtre. En 1976, il devient partenaire de l'agence Total Design à Amsterdam, mais part en 1981 pour créer sa propre agence intitulée Studio Anthon Beeke.
Parmi les œuvres les plus connues de Beeke figurent ses affiches provocantes de théâtre pour Toneelgroep Amsterdam et ses séries d'affiches pour la foire d'art d'Amsterdam, le KunstRai, dans lesquelles il a interprété des personnalités culturelles éminentes, dont Daan Roosegaarde, Wim Pijbes et Gerardjan Rijnders, chacun vêtu de masques personnalisés.
Il a fondé et dirigé le département Man and Communication de la Design Academy Eindhoven entre 1985 et 1997, mais a continué à travailler dans cette institution jusqu'en 2008.